# سهراب (آلبوم)
سهراب نام یک آلبوم موسیقی از خسرو شکیبایی است که ۱۶ آهنگ دارد.
خسرو شکیبایی در این آلبوم از سروده‌های سهراب سپهری استفاده و آن‌ها را به صورت دکلمه اجرا کرده‌است.

## فهرست آهنگ‌ها
۱. رگ پنهان
۲. منظومه مسافر
۳. سهراب قشنگ
۴. سهراب حماسه
۵. سهراب هفت ساله
۶. سهراب روشن
۷. سهراب تغزل
۸. سهراب مسافر
۹. آب
۱۰. واحه‌ای در لحظه
۱۱. جنبش واژه زیست 
۱۲. سایبان آرامش ما ماییم
۱۳. سهراب
۱۴. به باغ همسفران
۱۵. صدا کن مرا
۱۶. غربت